# Jastinápura

La ubicación de la capital Jastinápura (aquí nombrada como Hatthipura, sobre la orilla del río Ganges) contrapuesta a Indraprastha (la capital de los Pándavas antes de la guerra de Kurukshetra) en el marco de las monarquías Mahajanapadas (600 a. C).

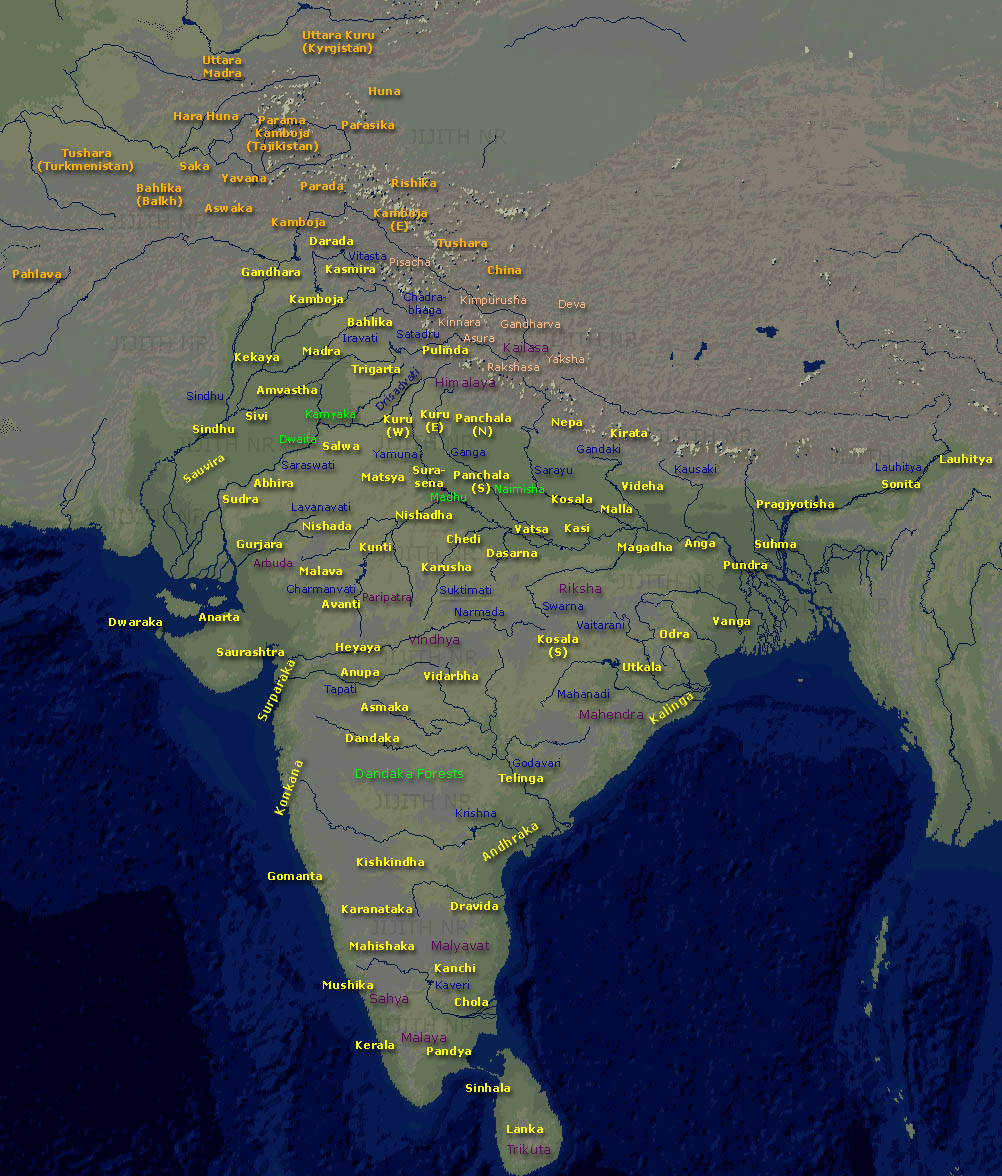
Mapa de la India épica, con los nombres de las tribus nombradas en el texto Majabhárata. En el centro del mapa, al suroeste de la indicación (en letras color púrpura) de la cordillera Himalaya, se ve la zona que ocuparon las tribus kuru, las del oeste (Kuru [W]) y las del este (Kuru [E]). Debajo de estos nombres se ve el nombre de los ríos (en letra azul) Iamuna y Gangá.

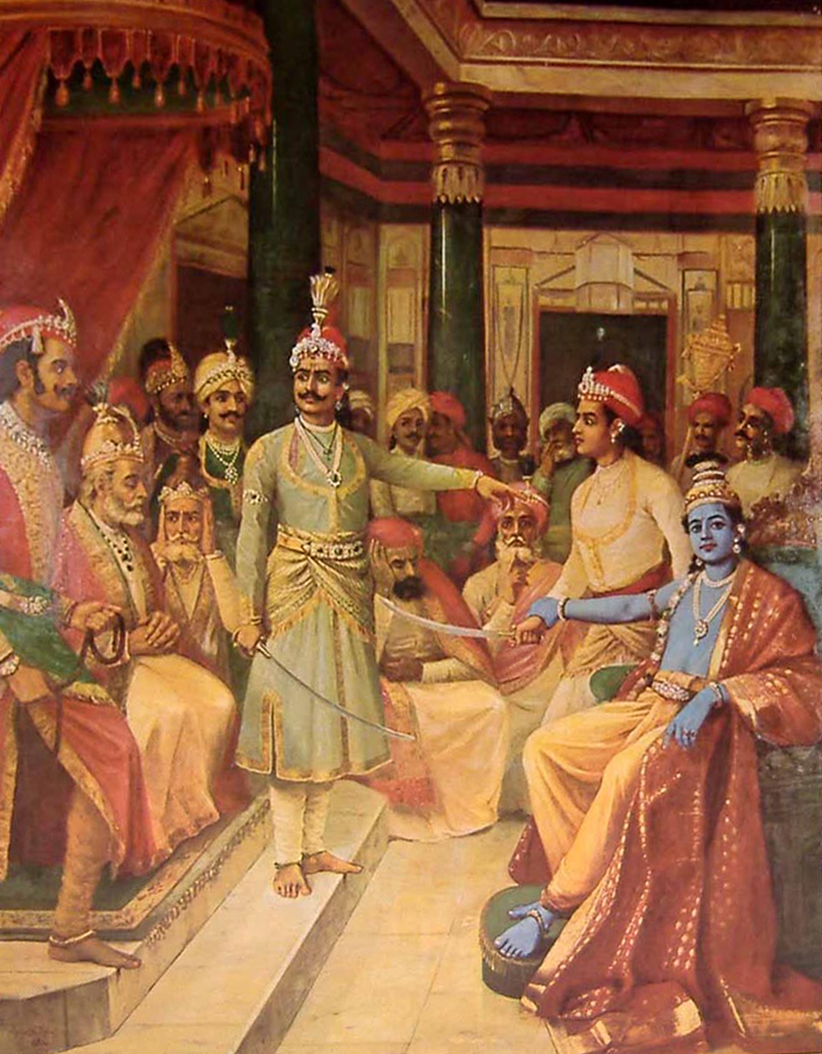
Krishna as envoy (‘Krisná como enviado’; óleo del pintor indio Raya Ravi Varma). El rey dios Krishna (con su tradicional color de piel azul) enviado por los Pándavas al palacio de los malvados Kurus (en Jastiná Pura) a negociar la próxima Guerra de Kurukshetra.

Jastinápura o Hastināpura (hindi: हस्‍तिनापुर, sánscrito: हस्‍तिनापुरम् Hastināpuram) es la legendaria capital del reino Kuru, que tuvo un importante papel en el texto épico Majabhárata.

## Ubicación geográfica
Se desconoce su ubicación, aunque en el Majábharata se menciona que se encontraba en el norte de la India, a orillas del río Ganges.
Era la capital de los reyes de la dinastía lunar (tal como Ayodhya era la capital de la dinastía solar).
El rey Iudistira hizo una triunfal procesión por las calles de JastináPura y fue coronado después de la Guerra de Kurukshetra, donde había hecho matar a todos sus parientes.
Hacia el 800 A.C. la ciudad fue destruida por una inundación del río Ganga, posiblemente bajo el reinado de su séptimo gobernante.

## Nombre sánscrito
- hastināpura, en el sistema AITS (alfabeto internacional de transliteración sánscrita).
- हस्तिनापुर, en escritura devánagari del idioma sánscrito.

### Otros nombres
Otros nombres de esta célebre ciudad —según los shastras (textos sagrados) de los hinduistas y los jainas— son:
- Asandivat o Āsandavat (‘como Āsanda’, que es otro nombre del dios Visnú),
- Brahma Sthala (lugar del Brahman),
- Jastinápura, Kunshara Pura o Kunyarapur (‘ciudad de los elefantes’).
- Gashpur o Gajpur (‘ciudad de los elefantes’).
- Gayá Ájuaia (‘llamada así por los elefantes’; así se les llamaba a los habitantes de la ciudad).
- Jástinapur o Hastinapur
- Jástina (‘que pertenece a los elefantes’).
- Naga Ájua (‘llamada así por los elefantes’).
- Nágasa Ájuaia (‘llamada así por los elefantes’).
- Nagpur (‘ciudad de los elefantes’).
- Shanti Nágara (‘ciudad de la paz’).
- menos correctamente Jastinapura o Jastiní.

## Leyendas

### En el Jainismo
La historia registrada de este sitio comienza en textos jainas. En Jastinápura nacieron tres dioses de la antiquísima religión jaina: Shanthi Nath, Khunthu Nath y Arah Nath y se convirtieron en el quinto, sexto y séptimo emperador chakra varti.

### En el Budismo
En el siglo II a. C., el rey Samprati (nieto del emperador budista Aśoka) construyó muchos templos budistas en este pueblo durante su reinado.
El antiquísimo templo principal y las estupas sobrevivieron a varias invasiones extranjeras pero no existen en la actualidad porque fueron destruidos en la invasión mongola, que devastó la mayor parte de templos hinduistas y budistas.

### En el Hinduismo
Jastinápura ―al igual que todas las leyendas sobre Krisná― no es mencionada en el Rigveda (el texto más antiguo de la India, de mediados del II milenio a. C.).
La primera referencia a Jastinápura se encuentra en el Majabhárata (texto épico-religioso del siglo III a. C.). Allí se dice que fue fundada por el mitológico rey Jastin, príncipe de la dinastía lunar e hijo del sabio Sujotra.
Una referencia posterior la indica como la capital del emperador Bharata.
Después fue la capital de la tribu de los kurus. Muchos incidentes del Majábharata tuvieron lugar en esta ciudad. El trono de Jastinápur era el botín del que ganara la guerra de Kurukshetra.
Según el Majábharata, en la cuarta generación después del rey Yanameyaiá (bisnieto de Arjuna, que era hermano del rey Iudhisthira, la ciudad de Jastinápur fue destruida por una inundación del río Ganges.

## El pueblo actual de Jastinapur
En la actualidad, hay un pueblo llamado Hastināpur en el estado de Uttar Pradesh, que se considera el remanente de la legendaria ciudad. Sin embargo, esta localidad no se encuentra a orillas del río Ganges ―como la mítica Jastinápur― sino a unos 6 km al oeste. Se encuentra a unos 110 km al noreste de la ciudad de Nueva Delhi (capital de la India),